# Contea di Oxford (Maine)
La contea di Oxford, in inglese Oxford County, è una contea dello Stato del Maine, negli Stati Uniti. La popolazione al censimento del 2000 era di 54 755 abitanti. Il capoluogo di contea è Paris.

## Geografia fisica
La contea si trova nella parte occidentale del Maine. L'U.S. Census Bureau certifica che l'estensione della contea è di 5633 km², di cui 5382 km² composti da terra e i rimanenti 251 km² composti di acqua.
Il territorio è prevalentemente montagnoso e la contea è attraversata a nord dal Sentiero degli Appalachi. Il fiume Androscoggin divide la contea da ovest a est e altri fiumi rilevanti sono il Swift, il Saco e il Crooked.

### Contee confinanti
- Municipalità regionale della contea di Le Granit (Québec, Canada) - nord
- Contea di Franklin - nord-est
- Contea di Androscoggin - est
- Contea di Cumberland - sud-est
- Contea di York - sud
- Contea di Carroll (New Hampshire) - sud-ovest
- Contea di Coos (New Hampshire) - ovest

## Storia
La contea fu creata nel 1805 e deve il suo nome a Oxford in Massachusetts. L'area era abitata dai nativi Abenachi.

## Comuni

### Towns
- Andover
- Bethel
- Brownfield
- Buckfield
- Byron
- Canton
- Denmark
- Dixfield
- Fryeburg
- Gilead
- Greenwood
- Hanover
- Hartford
- Hebron
- Hiram
- Lincoln Plantation
- Lovell
- Mexico
- Newry
- Norway
- Otisfield
- Oxford
- Paris (capoluogo)
- Peru
- Porter
- Roxbury
- Rumford
- Stoneham
- Stow
- Sumner
- Sweden
- Upton
- Waterford
- West Paris
- Woodstock

### Territori
- South Oxford
- North Oxford
- Milton Plantation
- Magalloway Plantation